# Song Hje-gjo
Song Hje-gjo (korejsky: 송혜교, anglický přepis: Song Hye-kyo; * 22. listopadu 1981 Tegu) je jihokorejská herečka.

## Filmografie

### Filmy
- Hwang Jin Yi (2007)
- The Grandmaster (2013)
- My Brilliant Life (2014)
- The Queens (2015)

### Televizní seriály
- Autumn in My Heart (2000)
- All In (2003)
- Full House (2004)
- That Winter, the Wind Blows (2013)
- Descendants of the Sun (2016)
- Encounter (2018)